# واندوی
وندویل (به فرانسوی: Vandeuil) یک کامین در فرانسه است که در Canton of Fismes واقع شده‌است.

## خصوصیات
وندویل ۵٫۳۵ کیلومترمربع مساحت و ۲۱۲ نفر جمعیت دارد و ۱۸۰ متر بالاتر از سطح دریا واقع شده‌است.